# Antechinus swainsonii
Espèce
Statut de conservation UICN

 LC  : Préoccupation mineure
L'antechine sombre (Antechinus swainsonii) est une espèce de petit marsupial carnivore endémique d'Australie.
On le trouve du sud-est du Queensland au sud-ouest du Victoria ainsi qu'en Tasmanie. C'est le plus grand des antechinus et il se présente sous deux apparences distinctes: un pelage foncé et un  pelage plus clair. Il se distingue des autres espèces par sa fourrure plus foncée même chez la variété la plus claire.
Contrairement aux autres antechinus, il vit pratiquement uniquement sur le sol et est actif la plus grande partie de la journée. Il se nourrit surtout d'invertébrés, accessoirement de petits lézards.

## Reproduction
Il y a une forte compétition entre les mâles durant la période de reproduction. Ils ne s'alimentent plus et leur système immunitaire est très affaibli. Ils meurent généralement 3 semaines après la copulation. La gestation dure de 29 à 36 jours.